# 挪威诺贝尔委员会
挪威诺贝尔委员会（挪威語：Den norske Nobelkomité），是一年一度的诺贝尔和平奖的评定机构。委员会成员有五名，全由挪威议会任命，成員全部是议会的议员。每年代表瑞典实业家阿尔弗雷德·诺贝尔的遗产，根据诺贝尔遗嘱的指示，选定诺贝尔和平奖的获奖者。现任委员会主席为貝麗特·賴斯-安德森。委员会秘书由挪威诺贝尔研究所主任Geir Lundestad教授担任。
诺贝尔和平奖评选由挪威议会任命的五名委员会成员负责。在阿尔弗雷德·诺贝尔的遗嘱中，他委托挪威议会选定诺贝尔和平奖的获奖者。当时，挪威和瑞典处于一种松散的个人联盟关系。尽管委员会的成员由议会任命，但该委员会是一个私人机构，负责颁发一项私人奖项。在最近几十年中，大多数委员会成员是退休的政治人物。
该委员会得到挪威诺贝尔研究所的秘书处的协助。委员会在该研究所的建筑中举行会议，并在那里宣布获奖者。然而，自1990年起，颁奖典礼搬到奥斯陆市政厅举行。

## 历史
阿尔弗雷德·诺贝尔于1896年12月逝世。在1897年1月，他的遗嘱内容被揭示，这份遗嘱早在1895年就被写下。他宣布设立诺贝尔和平奖，颁发给“为国家间友爱、废除或减少常备军队、举行和促进和平大会做出最多或最好工作的人”，而且诺贝尔的一部分财产将用于设立这一奖项。诺贝尔基金会负责管理这些资产。其他诺贝尔奖项由已经存在的瑞典机构颁发（瑞典文学院、瑞典皇家科学院、卡罗琳斯卡学院），而和平奖的责任则交给了挪威议会，具体是由其选出的“由五人组成的委员会”来负责。因此，一个新的机构应运而生——挪威诺贝尔委员会。
法学家弗雷德里克·赫费梅尔指出，一个立法机构不一定能够胜任处理管理法定遗嘱等司法任务的职责。议会的任务是制定和修改法律，而遗嘱除非前提明显过时，否则是不能修改的。然而，由于担心如果不迅速创建这个机构，捐赠的资金可能会在法律纠纷中丧失，因此这个问题并未深入讨论。1897年4月26日，挪威议会接受了这项任务，并于同年8月5日正式规范了委员会成员的选举和任期服务程序。第一个和平奖于1901年颁发给了亨利·杜南和弗雷德里克·帕西。最初，委员会成员主要是积极参与政治的议会成员，年度报告在议会会议中进行讨论。随着时间的推移，委员会与挪威议会的联系逐渐减弱，使得委员会变得更加独立。因此，1901年，将其名称从挪威诺贝尔委员会更改为挪威议会诺贝尔委员会（挪威语：Det norske Stortings Nobelkomité），但在1977年改回。现在，积极参与政治的议会成员除非明确表示打算很快辞职，否则不能担任委员会职务。
尽管如此，该委员会仍然主要由政治人物组成。1903年提出选举一位法学者（埃贝·赫尔茨贝格）的提案被拒绝。到了1948年底，选举制度发生改变，以使委员会更加符合挪威政党在议会中的比例代表。挪威工党掌控挪威议会的多数席位，策划了这一变革。这一做法已经被巩固，但也受到了严厉批评。曾有提议将委员会中纳入非挪威成员，但从未实现。
挪威诺贝尔委员会得到挪威诺贝尔研究所的协助，该研究所成立于1904年。每年二月，委员会可能会收到一百多个提名，并请诺贝尔研究所对大约二十位候选人进行研究。诺贝尔研究所的所长同时兼任挪威诺贝尔委员会的秘书，目前这一职务由奥拉夫·尼尔斯塔德（Olav Njølstad）担任。

## 历任主席
| - 1900—1901：Bernhard Getz - 1901—1922：Jørgen Løvland - 1922—1922：Hans Jacob Horst - 1922—1941：Fredrik Stang - 1941—1943：Gunnar Jahn - 1945—1945：Carl Joachim Hambro - 1945—1966：Gunnar Jahn - 1967—1967：Nils Langhelle - 1967—1967：Bernt Ingvaldsen | - 1968—1978：Aase Lionæs - 1979—1981：John Sanness - 1982—1989：埃格·阿尔维克 - 1990—1990：Gidske Anderson - 1991—1999：弗朗西斯·塞耶斯泰德 - 2000—2002：贡纳尔·贝尔格 - 2003—2008：Ole Danbolt Mjøs - 2009—2015：托尔比约恩·亚格兰 - 2015—2017：Kaci Kullmann Five - 2017—现在：貝麗特·賴斯-安德森 |

在1944年1月，奎斯林政府试图接管诺贝尔委员会的职能，导致雅恩和其他委员会成员辞职。瑞典驻奥斯陆总领事馆代表诺贝尔基金会正式接管了基金会在奥斯陆的财产管理。

## 现任成员
截至2021年，诺贝尔委员会的成员包括：
1. 贝里特·赖斯-安德森（Berit Reiss-Andersen）（主席，生于1954年），律师和挪威律师协会主席，曾任司法和警察部长的国务秘书（代表工党）。自2012年起担任挪威诺贝尔委员会委员，2018–2023年再次任命。
2. 安妮·恩格（Anne Enger）（生于1949年），前中心党领袖和文化部长。2018–2020年任命，2021–2026年再次任命。
3. 阿斯勒·托耶（Asle Toje）（生于1974年），外交政策学者。2018–2023年任命。
4. 克里斯廷·克莱梅特（Kristin Clemet），前保守党内阁成员，曾在挪威议会代表奥斯陆。2021–2026年任命。
5. 约尔根·瓦特内·弗里德内斯（Jørgen Watne Frydnes），2021–2026年任命。

## 秘书处

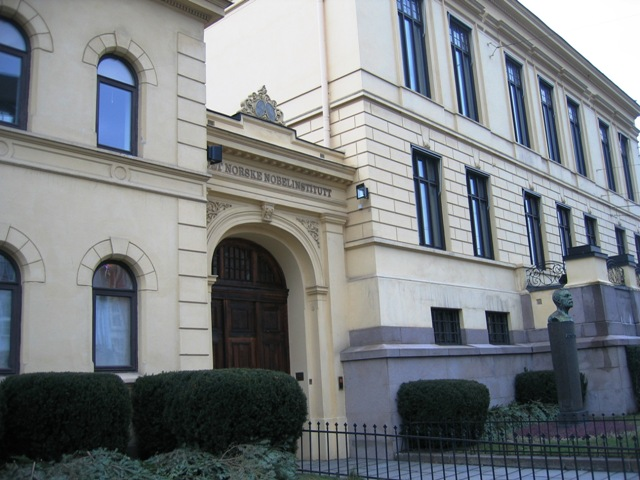
挪威诺贝尔研究所，委员会举行会议的地方。

该委员会得到挪威诺贝尔研究所的协助，该研究所充当其秘书处。该研究所的负责人担任秘书一职。秘书并非委员会成员，而是挪威诺贝尔研究所的雇员。
秘书列表:
- 1901–1909: 克里斯蒂安·洛斯·朗厄
- 1910–1945: 拉格瓦尔·默
- 1946–1973: 奥古斯特·肖
- 1974–1977: 蒂姆·格里维
- 1978–1989: 雅各布·斯韦尔德鲁普
- 1990–2015: 盖尔·伦德斯塔德
- 2015–至今: 奥拉夫·尼尔斯塔德